# The Answers
The Answers ist das Debütalbum der Band Blue October. Es wurde im Oktober 1997 in den Sound Art Studios in Houston/Texas aufgenommen und 1998 unter RoDan Entertainment/Scoop veröffentlicht.
Es ist das einzige Album, in dem Gründungsmitglied Liz Mullally Piano spielte. Kurz nach der Veröffentlichung des Albums verließ sie die Band. Wegen der Vertragsvereinbarung mit Universal Records war es der Band nicht erlaubt, das Album auf ihrer Homepage oder auf Konzerten zu verkaufen. Es konnte nur bei RoDan Entertainment bestellt werden, ehe 2005 vereinbart wurde, das Album auch anderweitig zu vertreiben. Das Album wurde 2008 durch Universal Records wiederveröffentlicht. Produzent war Brian Baker. Die meisten Songs beinhalten die Themen Depression, wobei der Song Black Orchid auch das Thema des Suizids besingt. Das Cover ist ein Gemälde des Sängers Justin Furstenfeld, das er während seines klinischen Aufenthaltes in einer psychologischen Klinik gemalt hatte. Ein anderes von ihm angefertigtes Bild wurde zum Cover vom 2003 erschienenen Album History for Sale.

## Titelliste
- 1. The Answer
- 2. 2 A.M. Lovesick
- 3. The 21st
- 4. Breakfast After 10
- 5. Italian Radio
- 6. For My Brother
- 7. Sweet and Somber Pigeon Wings
- 8. Weaknesses
- 9. Blue Sunshine
- 10. Mr. Blue's Menu
- 11. Darkest Side of Houston's Finest Day
- 12. Tomorrow
- 13. Black Orchid

## Besetzung
- Brian Baker – Produzent, Mastering, Mixing
- Adrian Garcia – Assistent Engineer
- Jeff Wells – Mastering
- Ryan Delahoussaye – Mandoline, Violine
- Jeremy Furstenfeld – Percussion, Schlagzeug
- Justin Furstenfeld – Songwriter, Gitarre, Gesang, Piano, Schlagzeug
- Liz Mullaly – Bassgitarre, Piano